# Gnoma sublaevifrons
Gnoma sublaevifrons es una especie de escarabajo longicornio del género Gnoma, tribu Gnomini, subfamilia Lamiinae. Fue descrita científicamente por Schwarzer en 1926.

## Descripción
Mide 23 milímetros de longitud.

## Distribución
Se distribuye por Indonesia.